# 卒業―雪月花殺人ゲーム
『卒業―雪月花殺人ゲーム』（そつぎょう せつげつかさつじんゲーム）は、東野圭吾の推理小説。加賀恭一郎シリーズの第1作目であり、加賀恭一郎がまだ刑事になる前、大学在学時に初めて殺人事件に対峙した時の様子が描かれている。講談社より1986年5月20日に単行本が刊行され、1989年5月15日に文庫本が刊行された。2009年に新装版が刊行された際、タイトルは「卒業」に改題された。
2013年11月18日付のオリコン“本”ランキング文庫部門で累積売上100.1万部を記録し、歴代19作目、東野作品では6作目の文庫100万部突破となった。 

## あらすじ
国立T大学に通う女子大生の牧村祥子が、入居しているアパートの自室で、死体となって発見された。警察は自殺だと判断したが、幾つかの矛盾した供述が出て来た事から、自殺・他殺の両面を視野に入れた捜査を開始する。同じ大学生で仲の良かった加賀恭一郎ら6人の仲間も、様々な思いを錯綜させながら、祥子が残した日記を元に死の謎を解こうとしていた。しかしかつての茶道部の顧問で恩師・南沢雅子の家に事件の報告を兼ねて集まり、毎年恒例の「雪月花之式」で茶をたてている最中、今度は波香が亡くなってしまう。

## 登場人物

### 主要人物
以下6名と加賀は県立R高校時代からの友人関係を継続しており、暇があればバー「首を振るピエロ」に集まっている。
加賀 恭一郎（かが きょういちろう）
T大社会学部社会学科4年生。剣道一筋で、学生剣道個人選手権で2年連続優勝するほどの腕前だが、現在は剣道部OBとして後輩の森田らの指導にあたっている。三島亮子に誘われ、警察の道場でも練習させてもらっている。沙都子のことが好きで、結婚したいと思っている。身長180cm。父と同じ警官の道と迷ったが、教師への道を歩むことに決めている。
相原 沙都子（あいはら さとこ）
T大文学部国文科4年生。実家で、電子機器メーカーの重役である父の広次（こうじ）、後妻の佳江（よしえ）、2歳年下でK大ボート部に所属する弟・達也と生活している。東京にある出版社に就職が決まっているが、実家を出なくては通えないため、広次には反対されている。高校から剣道部に所属しており、集中力を養うためにと波香に誘われて入った茶道部で、祥子と知り合う。華江とは高校1,2年の時に同じクラスだった。
藤堂 正彦（とうどう まさひこ）
T大理工学部金属工学科4年生。がっちりした身体付きのわりに端正な顔立ちをしている。大学に入ってからはやっていないが高校時代は剣道部の主将をつとめていた。大学入学と同時に祥子に告白し、現在も交際している。技術屋として世の中を渡っていくには学部生程度の知識では使い物にならないと考えているため、大学に残って修士課程に進む予定。いつも冷静沈着。
牧村 祥子（まきむら しょうこ）
T大文学部英米学科4年生。女子専用アパート「白鷺荘」の2階に住んでいる。藤堂の恋人。沙都子・波香・華江と比べると1番おとなしく他人に引っ張られてしまうようなところもあり、沙都子らから”迷い娘”などと呼ばれることもあるが、成績もよく、丸く愛らしい顔立ちで人気も4人の中では1番高い。唯一積極的に動く旅行の趣味を生かし、旅行社に就職が決まっている。中学まで大阪に住んでいたため、現在も丸みを帯びた関西弁で話す。
左手首を切り、洗面器につけた状態で亡くなっているのが自身の部屋で発見された。
金井 波香（かない なみか）
T大文学部英米文学科4年生で祥子と同じ研究室に所属し、同じく「白鷺荘」2階の祥子の部屋の廊下をはさんで向かいに住んでおり、ドアには「忌中」という落書きをしている。中学の時から女剣士の頂点を目指してきた剣道部員で、学生剣道個人選手権で準優勝するほどの腕前。しかし、女子部での実力はトップにもかかわらず、後輩の指導を極端に嫌がる。喫煙者で酒も強く、1人で何時間も飲むことができる。男性との交際経験は豊富。黒く長い髪をしている。孝男という兄と2人兄妹。
恩師である南沢の家で催された「雪月花之式」の最中に死亡した。
若生 勇（わこう いさむ）
T大4年生。テニス部員で、よく日焼けをした好男子でムードメーカー。華江とペアを組んで全国大会出場を目指している。「サントウ精機」に就職が決まり、華江との結婚も決まっている。兄は学生運動の闘士だった。
井沢 華江（いざわ はなえ）
T大文学部国文科4年生。若生勇の恋人。気性が激しい。

### その他
佐山
祥子が亡くなった時にやってきた県警の刑事。30歳過ぎ。浅黒い顔で、緩いウェーブがかかった髪を耳のあたりまで伸ばしていて、あまり刑事っぽくない。喫煙者。
山下
波香が亡くなった時にやってきた眼鏡をかけた30代半ばくらいの刑事。刑事というより大企業のサラリーマンといった風体。目つきの悪い30前くらいの刑事と行動を共にしている。
三島 亮子（みしま りょうこ）
S大4年生。波香と同じく学生剣道個人選手権の優勝候補で、県の学生チャンピオン。自動車や家電、OA機器などメカというメカすべてに手を出している三島グループのうち、三島商事という商社の重役をつとめる父をもつお嬢様で、朱色のシトロエンを乗り回している。
南沢 雅子（みなみさわ まさこ）
加賀達の県立R高校時代の恩師で茶道部の顧問。担当科目は古文。正式な茶道部員ではなかった加賀や藤堂、3年の時の担当生徒だった若生や華江にも作法を教えた。某国立大学の数学教授だった夫がいたが、10年以上前に死別している。背が低く銀髪で、金縁の眼鏡をかけている。今年の11月2日で64歳になる。
川村 登紀子
T大国文科の助手。自分の用が済むと学生にちょっかいを出す癖がある。
古川 智子
T大3年生。「白鷺荘」の祥子の部屋の左隣に住んでいる。よく日に焼けた顔は、クッキーを思わせる。
寺塚
T大理工学部金属工学科の学生。背が低く、黒縁の眼鏡をかけており、いつも顔色が悪い。藤堂と同じ研究室にいる。
松原
T大理工学部金属工学科の教授で実力者。
矢口
大阪にあるM大剣道部の元主将で、全日本選手権決勝での加賀の対戦相手。上段からの攻撃的な剣道を得意にしている。童顔で、言葉をオブラートに包まないストレートな物言いをする。
金井 惣吉（かない そうきち）
波香の父。波香と同じく元剣道家で、現在は実家で「金井工務店」を営んでいる。ずんぐりとした大きな身体をしている。子供2人には幼い頃から剣道を教えていたが、兄の孝男に才能は無いと早々に見切りをつけ、波香にその分多大な期待を寄せてしごいていた。剣道さえやっていれば、勉強や他のことは二の次でいいという考えを持っている。高校生だった頃の加賀に対しても熱心に指導していたことがある。
加賀の父
警察官。加賀と同居しているが、仕事で家を空けていることも多い。母が約10年前に蒸発したのもその仕事のせいだと加賀は考えているため、関係は良好とは言い難い。加賀の質問にはほとんどこたえなくなっていたが、加賀が今回の事件の相談を置手紙でしたところ、同じく置手紙で答えを返してくる。

## 書籍情報
- 単行本：『卒業―雪月花殺人ゲーム』、講談社、1986年5月20日発行、ISBN 978-4-06-202728-1[2]
- 文庫：『卒業―雪月花殺人ゲーム』、講談社文庫、1989年5月15日発行
- 文庫【新装版】：『卒業』、講談社文庫、2009年発行、ISBN 978-4-06-184440-7、解説：権田萬治